# Corps de décomposition
En mathématiques et plus précisément en algèbre dans la théorie des corps commutatifs, un corps de décomposition, ou parfois corps des racines, ou encore corps de déploiement, d'un polynôme P non nul est une extension de corps minimale sur laquelle P est scindé. On montre qu'un polynôme non nul possède toujours un corps de décomposition, unique à isomorphisme près, et que celui-ci est une extension finie et normale.
Si de plus le polynôme est séparable, c'est une extension de Galois. La théorie de Galois s'applique alors, en particulier le théorème de l'élément primitif et le théorème fondamental de la théorie de Galois.

## Définition
Étant donnés un corps commutatif K et un polynôme P non nul à coefficients dans K, un corps de décomposition de P sur K est une extension L de K telle que :
- P est scindé sur L, c’est-à-dire produit de polynômes du premier degré dans L[X] ;
- les racines de P dans L engendrent L sur K, c'est-à-dire qu'il n'existe aucun autre sous-corps de L que lui-même contenant K et les racines de P.

Dans une clôture algébrique Ω donnée, il existe une unique sous-extension de Ω qui soit aussi un corps de décomposition de P : c'est la sous-extension de Ω engendrée par les racines de P dans Ω. En général, tout corps de décomposition de P est isomorphe à ce sous-corps de Ω.
Proposition. — Tout polynôme non nul P de K[X] possède un corps de décomposition, unique à isomorphisme près. Celui-ci est une extension finie de K, et c'est une sous-extension de toute extension sur laquelle P est scindé.
L'existence et l'unicité à isomorphisme près peuvent se démontrer directement (sans supposer, comme ci-dessus, l'existence et l'unicité à isomorphisme près d'une clôture algébrique).
- Existence d'un corps de décomposition L de degré fini :
elle se démontre par récurrence sur le degré du polynôme P, en itérant la construction de corps de rupture[4].
En effet si P est constant ou de degré 1, K est un corps de décomposition de P. Si P est de degré supérieur, alors 
  - soit P a un facteur de degré 1, P = (X – α)Q, et un corps de décomposition de Q, qui existe par hypothèse de récurrence, est un corps de décomposition de P ;
  - soit P a un facteur irréductible de degré > 1 ; alors il a un facteur de degré 1 dans un corps de rupture de ce facteur irréductible, soit K’ contenant K, et on conclut par hypothèse de récurrence comme au cas précédent.
- L est une sous-extension de toute extension sur laquelle P est scindé :
on le montre par récurrence sur le degré [L:K] de l'extension (finie ! ), en utilisant que pour un polynôme irréductible Q(X), le corps de rupture est isomorphe à K[X]/(Q(X))[4]. Pour la récurrence, on généralise la propriété à démontrer. Soient K et K’ deux corps isomorphes par φ, P polynôme sur K, et φ(P), son image par l'isomorphisme induit (que l'on note aussi φ). Soit L’ une extension de K’ sur laquelle φ(P) est scindé. On va montrer, par récurrence sur le degré [L:K], que φ se prolonge en un morphisme injectif de L dans L’.
  - Le résultat est évident si ce degré vaut 1.
  - Sinon, c'est que P a un facteur irréductible Q de degré > 1, qui possède donc une racine α dans L dont l'image φ(α) est racine de φ(Q) dans L’ ; K[α] est un corps de rupture de Q sur K de même que K’ [φ(α)] est un corps de rupture de φ(Q), irréductible sur K’. Les corps K [α] et K’ [φ(α)] sont donc isomorphes (car isomorphes aux deux corps isomorphes K [X]/(Q) et K’ [X](φ(Q))) par ψ qui prolonge φ. Or L est un corps de décomposition de P sur K[α] et L’ est une extension de K’ [φ(α)] sur laquelle φ(P) est scindé. Le degré [L:K[α]] est strictement inférieur à [L:K] (car [L:K] = [L:K[α]][K[α]:K] et [K[α]:K] est le degré de Q qui est > 1). Par hypothèse de récurrence, ψ se prolonge en un morphisme injectif de L dans L’, qui prolonge donc φ.
- Tout corps de décomposition de P est isomorphe à L :
Soit L’ un autre corps de décomposition. D'après le point précédent, c'est une sur-extension de L, c'est-à-dire qu'il existe un K-morphisme injectif θ de L dans L’. De plus, comme P est scindé sur L, toutes les racines de P dans L’ appartiennent à l'image de θ (car ce sont les images des racines de P dans L), si bien que cette image est L’ tout entier et que θ est un isomorphisme.

À noter qu'une extension d'un corps K ne peut contenir qu'un seul corps de décomposition d'un polynôme P sur K, alors qu'il peut contenir plusieurs corps de ruptures (isomorphes entre eux) de celui-ci.

## Exemples
Le corps de décomposition du polynôme X2 + 1 sur le corps des réels est le corps des complexes.
Le polynôme P(X) = X3 – 2 est irréductible sur le corps ℚ des rationnels (en effet, tout polynôme de degré 3 qui n'est pas irréductible possède une racine rationnelle). Soit r la racine cubique réelle de 2, et j l'une des deux racines cubiques primitives (complexes) de l'unité. Les deux autres racines de P sont jr et j2r. Le corps de décomposition de P sur ℚ est L = ℚ(r, jr, j2r).
Le corps de décomposition de P peut être construit comme dans la démonstration d'existence ci-dessus.
Considérons l'extension K1 égale à ℚ(r), c’est-à-dire l'extension engendrée par r. Comme P est irréductible, c'est un corps de rupture de P, isomorphe à ℚ[X]/(P), dont une base est (1, r, r2).
Sur K1, le polynôme P possède une racine r. Une division de P(X) par le polynôme X – r donne l'égalité:
On en déduit que L est égal à K1(s) qui est une extension de degré 2 de K1 et dont une base est {1, s}.
On a l'égalité sur les degrés [L:ℚ] = [L:K1][K1:ℚ]= 3 × 2 = 6 (cf. Définitions et premières propriétés des extensions algébriques). On en déduit qu'une base de L sur ℚ  est {1, r, r2,s, rs, r2s}.

## Extension de Galois
- Le corps de décomposition d'un polynôme séparable, obtenu par adjonction d'un nombre fini d'éléments séparables, est une extension séparable finie du corps de base. Le théorème de l'élément primitif s'applique : l'extension est simple.
- Tout corps de décomposition est une extension normale. En effet soient r1, … ,rn les racines de P dans Ω. Alors L est égal à K(r1, … ,rn). Tout morphisme de L dans Ω permute les racines, donc laisse stable L. Si P est séparable, l'extension est donc galoisienne.
- On suppose le polynôme P séparable. Le groupe de Galois du corps de décomposition de P opère transitivement sur l'ensemble R des racines de P si, et seulement si, le polynôme P est irréductible[5].

En effet, si P n'est pas irréductible, il est le produit de deux polynômes P1 et P2 de degrés strictement positifs. l'ensemble des racines de P1 est disjoint de l'ensemble des racines de P2 car P est séparable. L'image par un morphisme, élément du groupe de Galois, d'une racine de P1 est nécessairement une racine de ce polynôme, donc ne peut être une racine de P2, ce qui prouve que le groupe n'opère pas transitivement.
Réciproquement si P est irréductible, soient α et β deux racines de P. Soit m le morphisme de K(α), dans K(β) qui à α associe β. La propriété générale démontrée ci-dessus (par récurrence, dans la preuve de la proposition) montre que le morphisme de corps m se prolonge en un automorphisme σ du corps de décomposition. Il existe ainsi un élément σ du groupe de Galois tel que σ(α) = β, ce qui montre que le groupe opère transitivement.

## Anneau de décomposition
Il n'est pas difficile de généraliser l'idée de corps de décomposition aux polynômes sur les anneaux commutatifs.
Si P est un polynôme unitaire sur un tel anneau A, alors la division euclidienne peut être utilisée de façon récursive, comme dans les corps, pour construire un anneau commutatif B contenant A dans lequel P se scinde en produit de facteurs linéaires. 
On peut même le faire de plusieurs manières, et la question se pose de savoir s'il existe une construction privilégiée, dans un certain sens. 
La réponse est fournie par l'anneau de décomposition universel, unique à un isomorphisme près, et qui est le siège d'une propriété universelle vis-à-vis de la théorie des catégories.